# Батальон специальных операций «Грифоны»
Батальон специальных операций «Грифоны» (серб. Батаљон за специјалне операције "Грифони"), ранее известный как 72-й разведывательно-диверсионный батальон «Грифоны» (серб. 72. извиђачко-диверзантски батаљон "Грифони") — батальон в составе 72-й бригады специальных операций вооружённых сил Сербии, предназначенный для ведения разведывательных и диверсионных боевых операций.
В прошлом это соединение было известно как 72-я специальная бригада, образованная в 1992 году: в её состав которой входил противотеррористический батальон «Соколы». С 2006 года после проведения реформ в сербской это подразделение под названием «Грифоны» уменьшилось до батальона. Батальон входил в состав Специальной бригады в 2006—2019 годах. С 2019 года находится в составе 72-й бригады специальных операций вместе с батальоном специальных операций «Соколы». Размещён в Нише.

## Обучение
Спектр боевой подготовки очень широк и включает в себя тактическую, огневую и физическую подготовку. Кроме разведывательных и диверсионных операций личный состав батальона также обучается миротворческим операциям. Подготовка в батальоне включает в себя:
- Подготовку войск с использованием холодного оружия, обучением боевых искусств, обучение и использование оружия с высокой огневой мощью;
- Учебно-тренировочные мероприятия по отработке тактики боя, и действий в  специальных операциях;
- Обучение десантированию, дайвингу, плаванию, скалолазанию и тренировки в помощи аварийно-спасательным службам;
- Учения по отработки тактики действий в условиях сложных специальных операций.

## Вооружение
Вооружения батальона очень разнообразна стрелковым оружием, среди которых есть штурмовые винтовки и автоматы c 5,56 мм и 7,62 мм калибрами — R4, Steyr AUG, HK 416, MP5, AK-101, АК-74М.
Есть различные модификации снайперских винтовок с калибрами 7,62 мм, 7,9 мм и 12,7 мм, в частности арсенал представлен такими как Sako TRG-22/42, Zastava M76, M93 Чёрная стрела, Barrett M82.
Так же есть 7,62 мм пулемёты, такие как Застава М70 и M84, различные варианты пистолетов и револьверов.
Кроме стрелкового, в батальоне имеет тяжёлое вооружение, в частности одноразовые гранатомёты сербского производства Золя, и ракетными системами, 60 мм и 82 мм лёгкими миномётами.
Так же на вооружении батальона имеются оптико-электронные приборы ночного видения, голографические прицелы, глушители / супрессоры и подствольные гранатомёты марки ГП-25.

## Камуфляж
М10, MDU10

## Традиция
Каждый год 12 июня проходит праздник в честь реорганизации батальона. Он был создан путём объединения и реорганизации 72-й бригады специального назначения.